# Mustafakemalpaşa (district)
Mustafakemalpaşa is een Turks district in de provincie Bursa en telt 102.000 inwoners (2007). Het district heeft een oppervlakte van 1761,7 km².
De bevolkingsontwikkeling van het district is weergegeven in onderstaande tabel.
| 1997   | 2000    | 2007    |
| ------ | ------- | ------- |
| 99.289 | 101.531 | 102.000 |